# Quan hệ Cách mạng Nhật Bản– Comintern– Liên Xô
Mối quan hệ giữa các nhà cách mạng Nhật Bản, Comintern và Liên Xô tồn tại từ những năm 1920 cho đến khi Liên Xô sụp đổ vào năm 1991.

## Lịch sử
Comintern (Đệ Tam Quốc tế) tiếp xúc lần đầu tiên với các nhà cách mạng Nhật Bản vào năm 1920. Điều này đã giúp thành lập nên Đảng Cộng sản Nhật Bản (ĐCSNB). Cả Đệ Tam Quốc tế và ĐCSNB đều có quan hệ mật thiết. ĐCSNB còn có quan hệ tài chính với cả Đệ Tam Quốc tế cùng chính phủ Liên Xô.
Liên Xô đã mời tầng lớp lao động Nhật Bản đến học tại Trường Đại học Lao động Cộng sản Phương Đông (КУТВ), được người Nhật gọi là "Kutobe".
Nhiều nhà hoạt động Nhật Bản cư trú tại Liên Xô đã trở thành nạn nhân cuộc trấn áp Đại thanh trừng của Stalin.
Mối quan hệ giữa ĐCSNB và Liên Xô xấu đi vào những năm 1960, khi mà các đảng viên ủng hộ Trung Quốc đã chiếm đa số.